# Dačice
Dačice là một thị trấn thuộc huyện Jindřichův Hradec, vùng Jihočeský, Cộng hòa Séc. Thị trấn có 8000 dân cư. Thị trấn nổi tiếng về mía đường, được phát minh ở đây năm 1843 bởi Jakub Kryštof Rad.

## Quan hệ quốc tế

### Thành phố kết nghĩa
- Urtenen-Schönbühl, Thụy Sĩ